# Девід Діксон Портер
Девід Діксон По́ртер (англ. David Dixon Porter; 8 червня 1813, Честер, Пенсільванія — 13 лютого 1891, Вашингтон) — американський воєначальник, адмірал ВМС США. Учасник «кондитерської», американо-мексиканської та Американської громадянської війн.

## Біографія
Девід Діксон Портер належав до однієї з найвидатніших в історії ВМС США родин. Підвищений як другий офіцер ВМС США, який коли-небудь отримав звання адмірала після свого прийомного брата Девіда Г. Фаррагута, Портер допоміг удосконалити ВМС як суперінтендант Військово-морської академії США після значного внеску в Громадянській війні.
Портер розпочав морську службу мічманом у віці 10 років під керівництвом свого батька, комодора Девіда Портера, на фрегаті «Джон Адамс». Залишок життя він присвятив морю. Портер брав участь у «кондитерській» війні під час нападу на форт у місті Веракрус. На початку громадянської війни залучався до планування оборони флотом Союзу форту Пікенс, поблизу Пенсаколи; його реалізація зірвала спроби звільнити гарнізон у форті Самтер, що призвело до падіння Самтера. Портер командував окремою флотилією мінометних катерів при захопленні Нового Орлеана. Пізніше, командуючи ескадрою на річці Міссісіпі, яка взаємодіяла з армією під командуванням генерал-майора Улісса С. Гранта у Віксбурзькій кампанії, він отримав звання контрадмірала. Після падіння Віксбурга Портер очолював військово-морські сили в складній кампанії на Ред-Рівер в Луїзіані. Наприкінці 1864 року Портера перевели з внутрішніх регіонів на Атлантичне узбережжя, де він очолював флот США під час спільного штурму форту Фішер, останньої важливої військово-морської операції Півночі.
Після завершення війни Портер перебував на посаді суперінтенданта Військово-морської академії, коли її відновили в Аннаполісі, і доклав чимало зусиль над підвищенням бойових спроможностей ВМС США. Він ініціював реформи навчальної програми для підвищення професіоналізму офіцерів флоту. У перші дні правління президента Гранта Портер був де-факто міністром військово-морських сил. Коли його прийомний брат Девід Г. Фаррагут отримав звання адмірала, першим в історії ВМС США, Портер зайняв його попередню посаду; так само, коли Фаррагут помер, Портер став другою людиною, яка була удостоєна звання адмірала.
Військова кар'єра
- 2 лютого 1829 — мічман
- 3 липня 1835 — досвідчений мічман
- 27 лютого 1841 — лейтенант
- 22 квітня 1861 — командер
- 4 липня 1863 — контрадмірал
- 25 липня 1866 — віцеадмірал
- 15 серпня 1870 — адмірал